# The O'Reilly Factor

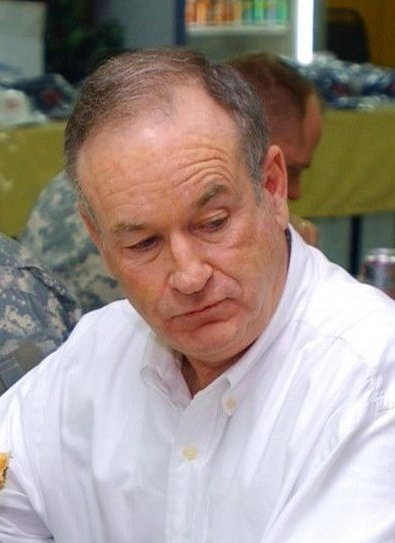
Bill O'Reilly

The O'Reilly Factor är ett TV-program som sändes på TV-kanalen Fox News Channel i USA från 1996 till 2017. I programmet diskuterar den konservativa programledaren Bill O'Reilly olika aktuella ämnen framförallt rörande amerikansk politik. The O'Reilly Factor var det mest sedda nyhetsprogrammet på kabel-TV i USA. Under 2009 hade The O'Reilly Factor i genomsnitt 3,5 miljoner tittare per kväll. Programmet tog slut efter att O'Reilly sparkades från Fox News på grund av skandaler om sexuellt ofredande.

## Formatet
Till skillnad från många andra Fox News-program är programmet förinspelat eller så kallat "Live to Tape," med undantag för "breaking news" och särskilda händelser. Programmet spelas vanligtvis in mellan kl 17.00 och 19.00 Eastern Standard Time för att sedan sändas kl 20.00, 23.00 och 05.00 EST. Vissa gäster spelas in innan programmet sätts ihop "live to tape" och portioneras sedan ut på passande platser. O'Reilly's producenter säger att programmet enbart klipps i de fall innehållet överskrider längden på 43 minuter (en timme i tablå exklusive reklamen).
Laura Ingraham var under åren flera gånger gästprogramledare i O'Reillys frånvaro.